# Camps de Sport del Sardinero
Els Camps de Sport del Sardinero, o més popularment El Sardinero és un estadi municipal de futbol, situat a la ciutat de Santander, a Cantàbria (Espanya), en el qual juga els seus partits com a local el Real Racing Club de Santander, actualment (2019) a la Segona Divisió d'Espanya.
Propietat de l'Ajuntament de Santander, va ser inaugurat el 24 d'agost de 1988, l'estadi té una capacitat de 22.100 espectadors i unes dimensions de 105*68.

## Història

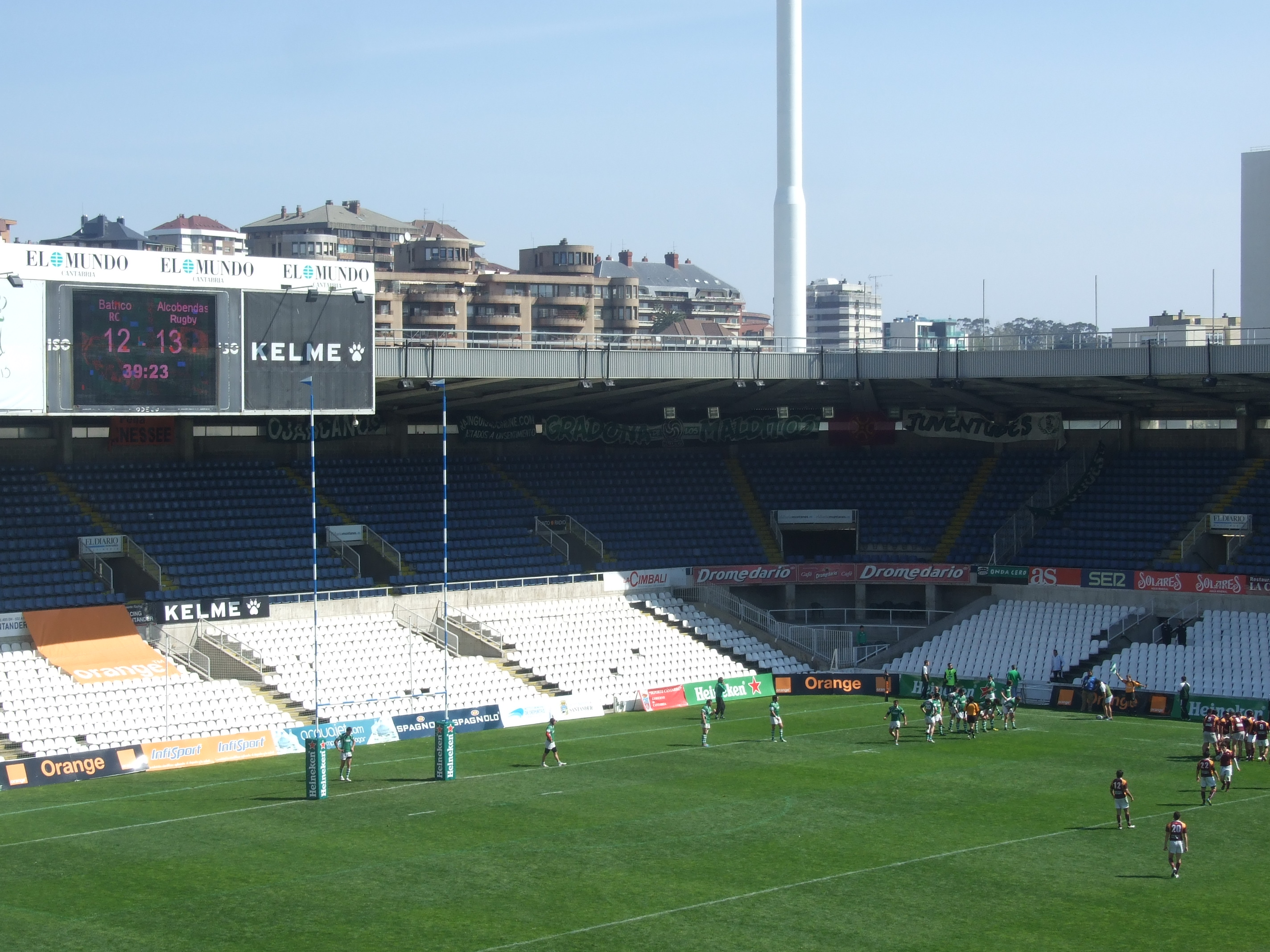
El 5 de maig de 2013 es va disputar el primer partit de rugbi a la història dels Camps de Sport del Sardinero.

El 16 de febrer de 1913, en la presentació oficial del Racing Club, es van inaugurar els vells Camps d'Sport del Sardinero amb un torneig local. L'estadi que posteriorment es va erigir allà, va servir durant 75 anys (va pertànyer al Racing des de la temporada 1952-53, comprat per 3 milions i mig de pessetes, fins a 1984, que va passar a mans del Ajuntament), fins a ser clausurat amb l'últim partit de la temporada regular Racing - Granada (0-0), el 15 maig de 1988. L'enderroc va tenir lloc el 17 de juny d'aquell mateix any. Una placa commemorativa en l'actual parc de Fondes recorda el lloc exacte.
El nou i actual estadi es va construir en terrenys contigus als de l'anterior i va ser batejat amb el mateix nom que fa referència a El Sardinero, el barri de Santander a on s'ubica. Va ser inaugurat el 20 d'agost de 1988 pel llavors alcalde de Santander Manuel Horta, sent el president del Racing Emilio Bolado. La trobada inaugural de l'estadi va ser el partit amistós disputat entre Racing de Santander i Reial Oviedo (0-2). Després es va jugar el partit Reial Madrid i Everton FC.
A part dels partits de l'Racing de Santander, aquest estadi ha acollit partits de la Selecció càntabra de futbol i també alguns de la Selecció de futbol d'Espanya. Un d'ells de la fase prèvia del mundial d'Alemanya 2006, en el qual Espanya va guanyar per 2-0. L'últim partit disputat va ser el 4 de juny del 2008 davant la Selecció de futbol dels Estats Units, partit de preparació per a la Eurocopa 2008. Espanya va guanyar per un gol a zero.
El 5 de maig de 2013 es van celebrar per primera vegada a les seves instal·lacions dos partits de rugbi: al matí el partit de tornada de la final de la Divisió d'Honor B entre el Independent Rugby Club de Santander i el Club Alcobendas Rugby; la derrota local per un punt va donar l'ascens als santanderins a Divisió d'Honor per segona vegada en la seva història. Després, els equips Valladolid Rugby Association Club i Ordizia Rugby Elkartea van disputar la final de la Copa del Rei de rugbi 2013, en la qual es va imposar el segon per 17 a 34.

## Característiques
L'estadi pertany a l'Ajuntament de Santander i en ell juga el Real Racing Club de Santander com a club emblemàtic de la ciutat, i on també estan les seves oficines i la seva botiga oficial.
Està situat just al costat del Palau d'Esports de Santander, del Palau d'Exposicions i Congressos de Santander i del Parc de la Vaguada de les Flames], al costat de les famoses platges del Sardinero. L'accés al mateix és directe tant des del centre de la ciutat a través del Túnel de Puertochico com des de fora de la mateixa per l'autovia S-20.
L'estadi té cinc tribunes (superiors) i quatre preferents (inferiors) i una zona darrere de les cantonades de preferència sud per als socis d'equips rivals. Els seients de les preferents són blancs, mentre que els de la tribuna són blaves, fent honor a la bandera de Santander. Actualment disposa de 22 222 localitats, totes elles de seient.
Les dimensions del terreny de joc són de 105x68 metres. Al llarg de cadascuna de les dues bandes laterals del camp de joc es troba un fossat, construït per evitar l'accés del públic al camp però sense llevar-li visibilitat.
Quan es va inaugurar l'estadi, va ser molt valorat el seu sistema d'evacuació del públic i el fet que no existissin columnes per sustentar la coberta que dificultessin la visió (que és molt bona des de gairebé qualsevol punt de la grada).

### Adequació a normativa UEFA

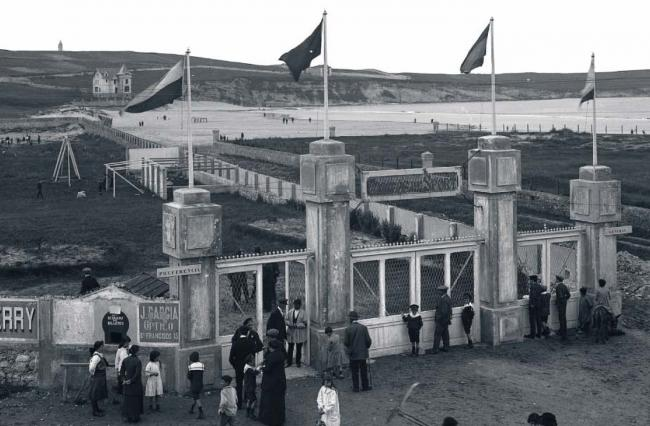
Els Camps d'Sport a principis del segle XX (imatge de la col·lecció Thomas)

Anteriorment a 2008, el club havia realitzat una sèrie de treballs de reforma a l'estadi:
- La desaparició de les grades de peu.
- El trasllat a 1997 de la seu social del club a Els Camps d'Sport des del passeig de Pereda.
- La millora de la zona de la llotja.
- La instal·lació dels dos nous videomarcadors l'any 1999.

Coincidint amb la classificació del Racing de Santander per a la Copa de la UEFA el club va haver escometre durant l'estiu de 2008 una altra sèrie de reformes per complir amb els requisits mínims indispensables per a poder albergar trobades oficials de caràcter europeu.
Encara que l'estadi ja complia amb la majoria d'aquests requisits, van existir altres que es van haver de solucionar com van ser:
- Les llums de l'estadi havien d'arribar els 1200 lux.
- Destinar a les persones amb discapacitat (en aquest moment situades en les Preferències Nord i Sud) places sense obstacles més còmodes i segures.
- El túnel de vestidors havia de ser telescòpic i de material ignífug.
- En les instal·lacions per als mitjans de comunicació, prohibició d'accés a la gespa a través dels vestidors, ampliació de la zona mixta, entrada específica per als periodistes i una sala de premsa amb un mínim de 50 seients.

Des 2017, l'estadi compta amb uns grans videomarcadors d'uns 20 metres de llarg per 4 d'alt (els tercers més grans d'Espanya, només superats pels del estadi de Riazor i el Santiago Bernabéu).